# The Great Gatsby (film 1926)
The Great Gatsby è un film muto del 1926 diretto da Herbert Brenon. Fu prodotto da Adolph Zukor e Jesse L. Lasky per la Famous Players-Lasky Corporation e distribuito dalla Paramount Pictures. È un famoso esempio di film perduto.
Questa è stata la prima versione cinematografica dell'omonimo romanzo. 
Ne sono seguiti tre altri adattamenti: nel 1949, 1974 e 2013 e un adattamento televisivo nel 2000.

## Produzione
La sceneggiatura, scritta da Becky Gardiner ed Elizabeth Meehan, si basa sull'adattamento teatrale di Owen Davis. Lo spettacolo, diretto da George Cukor, debuttò a Broadway nel Teatro Ambassador il 2 febbraio 1926 e, subito dopo ne furono acquistati i diritti cinematografici, fruttando allo scrittore F. Scott Fitzgerald 45.000 dollari.
La regia fu affidata ad Herbert Brenon che ha progettato il film come intrattenimento popolare, puntando sulle festose  scene nella villa di Gatsby e soffermandosi su elementi scandalosi.

## Distribuzione
Distribuito dalla Paramount Pictures, il film fu presentato negli Stati Uniti in prima a New York il 21 novembre 1926, dopo essere già stato proiettato il 27 agosto in Portogallo con il titolo O Grande Senhor Gatsby. In Brasile uscì come Tudo Pelo Dinheiro il 1º gennaio 1927. Non risulta sopravvissuta alcuna copia del film, di cui esiste solo un trailer.

### Film perduto
Il professore Wheeler Winston Dixon dell'Università del Nebraska di Lincoln, fece ampi tentativi per trovare una pellicola superstite, ma senza successo. Inoltre sostenne che girassero voci di una copia sopravvissuta in un archivio sconosciuto a Mosca, ipotesi successivamente respinta perché infondata.
Il trailer della durata di un minuto sopravvissuto è disponibile in una raccolta DVD della National Film Preservation Foundation.